# Joseph-Bernard de Chabert
Joseph Bernard de Chabert (Toulon, 28 de fevereiro de 1724 — Paris, 2 de dezembro de 1805), marquês de Chabert de Cogolin, foi um oficial naval da Marinha Real Francesa que se distinguiu como geógrafo e astrónomo. Serviu na Guerra da Independência Americana.

## Biografia
Joseph Bernard de Chabert, que assumiria o título de marquês de Chabert de Cogolin com a morte de seu pai, foi filho de Joseph-François de Chabert, um oficial naval que ao tempo era tenente dos navios reais, depois cavaleiro da Ordem Real e Militar de São Luís, e de suas esposa Madeleine de Bernard, com quem casara em 1715 em Toulon. Era neto de Pierre (22 de fevereiro de 1678 — 20 de maio de 1752), capitão da cidade de Toulon, escudeiro, que casara em 1677 com Claire de Cuers de Cogolin, filha de Jacques, senhor de Cogolin, capitão dos navios reais, e de Diane de Garnier de Jullien. Era bisneto de François, conselheiro do rei, tenente-general e principal na sénéchaussée de Toulon (falecido em 1696), e de sua esposa Françoise de Cauderon.
Joseph Bernard de Chabert casou em Versalhes, a 2 de dezembro de 1771, com Hélène-Marguerite-Barbe Tascher (1743-1810). O casal teve uma única filha, Hélène (1777-1862), que casaria em 7 de julho de 1802, em Paris, com Henry Rolland de Villarceaux, comissário de guerra (commissaire des guerres). Ela deixou um volume de memórias onde evoca em grande parte a vida e a carreira do seu pai a partir da Revolução.
Joseph Bernard de Chabert alistou-se na Marinha Real em 1741, aos 15 anos de idade, embarcando como voluntário numa fragata que comboiava navios mercantes para o Mediterrâneo. Em 14 de julho de 1741, foi nomeado guarda-marinha na companhia de Toulon e embarcou no navio Léopard com destino às Antilhas. Em 1742 foi transferido para a guarnição de L'Aquilon, navio destacado para a Acádia e Louisbourg. Em 27 de janeiro daquele ano, foi transferido para o Diamant, um navio de 50 peças, a bordo do qual participou na Batalha do Cap Sicié (ou Batalha de Toulon), travada a 22-23 de fevereiro de 1744. Em 7 de setembro de 1744 foi transferido para o Le Trident, navio enviado numa missão aos portos otomanos conhecidos por Escalas do Levante antes de continuar a sua viagem para a Martinica, onde foi reforçar a presença naval francesa.
Em 1 de janeiro de 1746 foi nomeado sub-brigadeiro dos guarda-marinhas (Sous-brigadier des Gardes de la Marine) e designado para integrar a guarnição do L’Espérance, navio cuja missão era escoltar os comboios mercantes entre Brest e as Caraíbas e a Nova França.
Na primavera daquele ano prestou serviço no Castor e depois no Sirène, navios envolvidos em missões de reconhecimento às ordens do ministro da marinha, o conde Jean-Frédéric Phélypeaux de Maurepas. Em 1746, a bordo do Castor, tomou parte na captura da corveta britânica HMS Albany ao largo da então Acádia francesa.
Em 24 de março de 1747, foi transferido para o L'Emeraude e depois, em 9 de maio daquele ano, para o Gloire para a fazer escolta a navios mercantes. A bordo deste último navio participou na primeira Batalha do Cabo Finisterra (por vezes também designada por «Batalha do Cabo Ortegal de 1747»), ocorrida a 14 de maio daquele ano de 1747 ao largo do Cabo Ortegal, onde foi feito prisioneiro e levado para a Grã-Bretanha.
Retornado de seu cativeiro na Inglaterra, foi enviado para Buenos Aires com a missão de ali defender os interesses da Companhia Francesa das Índias Orientais (a Compagnie des Indes). Em 1 de abril de 1748 foi promovido a enseigne de vaisseau.
No ano seguinte foi encarregado por ordem do Rei de realizar uma viagem de estudo e reconhecimento científico nas costas da América do Norte. A expedição teve lugar nos anos 1750 e 1751, partindo de França a bordo da fragata La Mutine, após quase dois anos de preparação e de estudo das técnicas de observação astronómica. Durante esta missão, determinou a latitude e longitude de posições pré-determinadas ao longo da costa atlântica do actual Canadá e estabeleceu registos hidrográficos de todas as costas e ilhas visitadas. Durante estes trabalhos hidrográficos para determinar a longitude recorreu à observação do eclipse dos satélites de Júpiter, da ocultação de estrelas pela Lua e das posições relativas do Sol e da Lua. Foi acompanhado nesses trabalhos pelo guarda-marinha Eléonor Cécile Guyon de Diziers (1730 — 1809), senhor de Montlivault, escolhido pelas suas aptidões matemáticas. A missão nas costas da América do Norte foi realizada a bordo do Dauphin e da escuna La Flore, navios comandados por Chabert. Terminada a missão, ao chegar a Louisbourg recebeu ordens para no regresso a França determinar a posição geográfica das ilhas de São Miguel e de Santa Maria, nos Açores. Acompanhado por Diziers, embarcou no Triton, navio comandado por Gaspard Nicolas de Bertet de La Cluë, que fez uma tentativa frustrada de aproximação às ilhas do Grupo Oriental dos Açores. Como a falta de ventos não permitiu chegar a São Miguel, o navio prosseguiu para Toulon, onde fundeou a 10 de maio de 1751.
Os resultados dessa viagem foram publicados pela Academia Real das Ciências de França (Académie Royale des Sciences). Nesse mesmo ano, Chabert foi enviada a Cartagena para observar o eclipse solar de 26 de outubro de 1753. Em 2 de maio de 1754 foi agraciado com o grau de cavaleiro da Ordem de São Luís como sinal da satisfação particular do Rei pelos serviços prestados na expedição às costas da América do Norte e pelo trabalho científico realizado.
Em 11 de fevereiro de 1756 foi promovido a lieutenant de vaisseau, em Toulon, e a 24 de abril de 1756 assumiu o comando da fragata L’Hirondelle, com a qual integrou uma expedição às Baleares, na qual, integrado no esquadrão de La Galissonière, participou na batalha de Menorca, travada a 20 de maio de 1756. De 16 de setembro de 1756 a 15 de janeiro de 1758 assumiu o comando do navio Topase.
Em meados de novembro de 1758, o Rei confiou-lhe o cargo de Inspetor Chefe do Departamento de Mapas, Planos e Diários da Marinha, o dépôt des cartes de Versalhes, função que ele desempenharia juntamente com suas atividades na Academia Real das Ciências. Em 1759 foi eleito membro da Académie de Marine, substituindo Florent-Jean de Vallière que falecera em janeiro daquele ano. Nas suas funções no dépôt des cartes contribuiu para a escolha do local adequado para observar o trânsito de Vénus frente ao disco solar que ocorreu em 6 de junho de 1761.
Em 1 de setembro de 1764 foi promovido a capitão da fragata, mantendo-se no comando L’Hirondelle e a trabalhar no dépôt des cartes. Em 1767, foi recebido como cavaleiro da Ordem Militar e Hospitalar de São Lázaro de Jerusalém e Nossa Senhora do Monte Carmelo pelo Duque de Berry, o futuro rei Luís XVI. Com a L’Hirondelle realizou várias campanhas hidrográficas no Mediterrâneo nos anos de 1767 e 1768, durante as quais elaborou cartas e roteiros das costas italianas, da Córsega e da Grécia, trabalhos que terminou com a fragata Mignonne para o comando da qual foi transferido a 2 de abril 1771. Com a Mignonne conduziu em 1771 um cruzeiro para testar um cronómetro marítimo fabricado pelo horologista Ferdinand Berthoud. Após o regresso daquele cruzeiro foi promovido a capitaine de vaisseaux a 15 de novembro de 1771.
De 9 de março a 30 de outubro de 1776 foi designado para comandar, a bordo da fragata L’Atalante, de 32 peças, uma força destinada a acompanhar um comboio comercial no Levante. Nessa viagem testou cronómetros marinhos e conduziu operações de levantamento hidrográfico nas costas da Sicília e da Grécia, com escala em Constantinopla. Na viagem de retorno de Constantinopla, a 16 de julho, ao largo da Península de Mani, próximo de Koroni, a L'Atalante foi atacada por piratas que dispararam mosquetes sobre o navio. Neste incidente Chabert foi gravemente ferido quando uma bala o atingiu na face saindo sob a orelha esquerda.
Em 9 de novembro de 1776 foi nomeado brigadeiro dos exércitos Navais (brigadier des Armées navales). Após a Declaração de Independência dos Treze Estados Americanos, Luís XVI decidiu proteger os navios dos insurgentes. Em 28 de fevereiro de 1778, o Marquês de Chabert de Cogolin recebeu o comando do Vaillant, navio de 64 peças então integrado no esquadrão do vice-almirante Charles Henri Hector d'Estaing, o conde d'Estaing. Foi a primeira vez que um esquadrão naval navegou com recurso a cronómetros marítimos.
Destacado para as Caraíbas, participou na Batalha de Santa Lúcia, travada a 15 de dezembro de 1778, e na Batalha de Grenada, travada a 6 de julho de 1779. Distinguiu-se sobremaneira na captura de Grenada. A 28 de agosto de 1779, o esquadrão de d'Estaing chegou a Boston, onde Chabert foi encarregado de instalar morteiros na Gallops Island para defesa do porto de Boston. Em outubro, Chabert tomou parte no Bloqueio de Savannah. Pela sua ação na Guerra da Independência Americana seria premiado com a medalha da Ordem de Cincinnatus pelo Congresso dos Estados Unidos em 29 de outubro de 1781.
Em 1 de janeiro de 1780 foi nomeado inspetor do Depósito de Cartas, Planos e Diários da Marinha. Em 1 de março de 1780 passou ao comando do L'Hector, navio ao tempo empenhado na proteção das costas do Mediterrâneo e no treino de artilheiros. Em 10 de setembro daquele ano passou ao comando do Saint-Esprit, um navio de 80 peças integrado na esquadrão de François Joseph Paul de Grasse, o Marquês de Grasse-Tilly, que partiu de Brest em 22 de março de 1781 para as Índias Ocidentais e América do Norte.
Com o Saint-Esprit tomou parte na Batalha de Fort Royal, travada a 29 e 30 de abril de 1781, e na Batalha de Chesapeake, travada a 5 de setembro de 1781, na qual ficou gravemente ferido. Mais tarde combateu na Invasão de Tobago em maio e junho de 1781, e no Cerco de Brimstone Hill e subsequente captura da ilha de Saint Kitts em janeiro e fevereiro de 1782.
A 19 de abril de 1782, o Saint-Esprit deixou Fort Royal para se juntar ao esquadrão de Louis-Philippe de Rigaud, o marquês de Vaudreuil, no qual se incorporou a 17 de maio. Pouco depois o marquês de Vaudreuil, sucessor do marquês of Grasse-Tilly no comando da força expedicionária, enviou o Saint-Esprit e três outros navios, sob o comando de Saint-Hippolyte, como escolta de um comboio mercante de 120 velas que se dirigia para França, onde Chabert chegou a Lorient em 23 de julho de 1782.
Em 12 de janeiro de 1782 foi promovido a chef d’escadre. Nesse mesmo ano foi eleito membro ordinário da Académie de Marine.
Em 1783, publicou um relatório sobre o uso de cronómetros marinhos apresentado à Académie des Sciences, obra que constitui um elemento chave da história da invenção das metodologias de determinação da longitude no alto-mar.
Em 20 de agosto de 1784, foi agraciado com o grau de comandante da Ordem de São Luís e em 1785 foi eleito membro estrangeiro da Academia Real das Ciências da Suécia. Em 24 de setembro de 1786 apresentou ao rei Luís XVI o seu mapa do Oceano Atlântico, considerado o mais preciso do seu tempo.
Em 1 de janeiro de 1792 foi nomeado vice-almirante dos Exércitos Navais (vice-amiral des Armées navales), mas pouco depois, na sequência da Revolução Francesa, foi forçado a exilar-se, sendo um dos emigrados que em 1792 se juntou ao Exército dos Príncipes na resistência contra os revolucionários. No Exército dos Príncipes foi nomeado segundo-comandante do corpo de oficiais da Marinha Real. Refugiou-se na Inglaterra, onde em Londres foi hóspede de um seu amigo, o astrónomo Nevil Maskelyne. Nesse período acrescentou, com autorização real, o predicado de St. Hirst ao seu nome. Em Londres, por volta de 1800, perdeu gradualmente a vista, ficando praticamente cego.
Retornou à França em 1802, graças à expansão das medidas contra os emigrados e as sucessivas amnistias concedidas. Amnistiado, foi então nomeado membro do Bureau des Longitudes, mas por esta altura já estava completamente cego, não podendo por isso completar o seu atlas do Mediterrâneo. Faleceu em 1805, tendo por decreto especial do imperador Napoleão Bonaparte, a viúva deste oficial general obtido uma pensão de 3 000 libras, em recompensa dos serviços prestados pelo marido.

## Obras publicadas
Entre outras, é autor das seguintes obras:
- Mémoire de l'Académie Royale des Sciences, ed. (1753). Voyage fait par ordre du roi en 1750 et 1751 dans l'Amérique septentrionale, pour rectifier les cartes des côtes de l'Acadie, de l'Ile-Royale et de l'île de Terre-Neuve, et pour en fixer les principaux points par des observations astronomiques, par M. de Chabert. Paris: [s.n.]
- Sur l'état actuel de l'entreprise, Pour la rectification des Cartes marines de la Méditerranée et pour la formation d'un second volume du Neptune François, par le Marquis de Chabert, Mémoire de l'Académie Royale des Sciences p.384-394, Paris (1766)
- Sur l'usage des Horloges marines, relativement à la navigation, et surtout à la Géographie..., par le Marquis de Chabert, Mémoire de l'Académie Royale des Sciences (1783)
- «Journal des observations astronomiques et opérations géométriques faites par ordre du roi à l'Amérique septentrionale en 1750 par M. de Chabert, Enseigne des vaisseaux du Roi » Archives et manuscrits de l'Observatoire de Paris, Cote B5/3 (18) - (1750)
- 32 cartes et plans sur les Côtes de l'Acadie, l'Île Royale, Cap-Breton, partie de l'Île de Terre-Neuve, les ports de Chibouctou (Halifax) et Canseau (Canso).

### Links
- Biographie du Dictionnaire biographique du Canada en ligne